# Municipio de Faulkner
El municipio de Faulkner (en inglés: Faulkner Township) es un municipio ubicado en el condado de Polk en el estado estadounidense de Arkansas. En el año 2010 tenía una población de 13 habitantes y una densidad poblacional de 0,09 personas por km².

## Geografía
El municipio de Faulkner se encuentra ubicado en las coordenadas 34°22′30″N 94°5′38″O / 34.37500, -94.09389. Según la Oficina del Censo de los Estados Unidos, el municipio tiene una superficie total de 141.57 km², de la cual 141,06 km² corresponden a tierra firme y (0,36 %) 0,51 km² es agua.

## Demografía
Según el censo de 2010, había 13 personas residiendo en el municipio de Faulkner. La densidad de población era de 0,09 hab./km². De los 13 habitantes, el municipio de Faulkner estaba compuesto por el 76,92 % blancos, el 23,08 % eran afroamericanos. Del total de la población el 0 % eran hispanos o latinos de cualquier raza.